# Max Becher
Max Becher (* 1964 in Düsseldorf) ist ein in New York lebender deutscher Fotograf. Er ist der einzige Sohn des Fotografenehepaars Bernd und Hilla Becher. Sein Studium absolvierte er an der Cooper Union in Lower Manhattan, New York, u. a. bei Martha Rosler und Hans Haacke, mit dem Bachelor of Fine Arts (BFA), und an der Mason Gross School of the Arts an der Rutgers University, mit dem Master of Fine Arts (MFA).
Bechers Arbeiten wurden allein und zusammen mit denen seiner Ehefrau, der Fotografin Andrea Robbins, seit Mitte der 1990er Jahre in zahlreichen Museen ausgestellt. Zuletzt stellte die Galerie Sprüth Magers in Berlin seine zusammen mit Andrea Robbins erstellte Fotoserie „Nativist Americans“ aus: vom 27. April bis 10. August 2019.
Die Arbeiten des Künstlerpaars stehen in der bildnerischen Tradition der Neuen Sachlichkeit und sind inhaltlich verbunden mit dem sozialkritischen Ansatz von Künstlern wie Dan Graham, Allan Sekula, Hans Haacke und Martha Rosler. Ihre Fotografien beziehen das Dokumentarische ebenso wie das Künstlerisch-Konzeptuelle ein.

## Ausstellungen (Auswahl)
Einzelausstellungen des Künstlerpaars
- Museo ICO, Madrid (2016); Museum für Gegenwartskunst, Siegen (2016);
- School of Art Gallery, University of Manitoba (2014);
- The Center for Art and Visual Culture, University of Maryland Baltimore College, Baltimore (2008);
- Museum Kunstpalast, Düsseldorf (2005);
- Photographische Sammlung/SK Stiftung Kultur, Cologne (2005);
- Museum of Contemporary Photography, Chicago (2003);
- Kunstverein Hamburg (1994); de Vleeshal, Middelburg (1994);
- Kanaal Art Foundation, Kortrijk (1994).

## Bücher
- Andrea Robbins & Max Becher: Black Cowboys. Museum für Gegenwartskunst, Siegen 2016.
- Portraits.[3] With essays by Maurice Berger, and Andrea Robbins and Max Becher, 2008, Publisher, University of Maryland, Baltimore County, MA. ISBN 978-1-890761-11-0
- The Transportation of Place.[4] With essays by Lucy Lippard and Maurice Berger, 2006. Publisher: Aperture Press, New York. ISBN 978-1-59711-010-5
- Brooklyn Abroad. With essays by Nora Alter and Rupert Pfab, May 2006. Publisher Sonnabend Gallery and Museum Kunstpalast.
- Contact sheet 98: Andrea Robbins and Max Becher: German Indians and Bavarian by Law.[5] With essays by Gary Hesse and Jolene Rickard, 1998. Publisher: Light Work, Syracuse, NY. ISSN 1064-640X
- Andrea Robbins and Max Becher.[6] With essays by Benjamin Buchloh, Catherine de Zegher, Everlyn Nicodemus, and Luc Lang, 1994. Publisher: Kanaal Art Foundation, Kortrijk and de Vleeshal, Middleburg.